# Leucania guttata
Leucania guttata là một loài bướm đêm trong họ Noctuidae.